# کینگز استنلی
کینگز استنلی (به انگلیسی: King's Stanley) یک روستا و محله مدنی در بریتانیا است که در Stroud District واقع شده‌است. کینگز استنلی ۲٬۳۵۹ نفر جمعیت دارد.